# Regiunea Dix-Huit Montagnes
Regiunea Dix-Huit Montagnes este una dintre cele 19 unități administrativ-teritoriale de gradul I ale statului Coasta de Fildeș.